# Midnight Cowboy (soundtrack)
Midnight Cowboy is de originele soundtrack, gecomponeerd en gedirigeerd door John Barry voor de film Midnight Cowboy uit 1969 van John Schlesinger. Het album werd uitgebracht in 1969 door United Artists Records.

## Achtergrond
Naast de filmmuziek van Barry bevat het album ook nummers van diverse artiesten, waaronder een cover van Fred Neils geschreven en uitgebrachte lied "Everybody's Talkin'", ditmaal uitgevoerd door Harry Nilsson en dankzij met name de film er een grote hit mee scoorde. Het hoofdthema van de film, "Midnight Cowboy", bevat mondharmonica van Toots Thielemans, maar de albumversie wordt gespeeld door Tommy Reilly.
In 1970 tijdens de 12e Grammy Awards-uitreiking won "Midnight Cowboy" van Barry een Grammy Award voor beste Instrumentale Thema. Ook won het nummer "Everybody's Talkin'" uitgevoerd door Nilsson een Grammy Award voor beste hedendaagse zangprestatie, mannelijk.
In 2020 bracht Quartet Records een 2-cd-uitbreiding uit met de volledige filmmuziek, alternatieven en het soundtrackalbum uit 1969.

## Tracklijst
Alle muziek en teksten zijn geschreven door John Barry, tenzij anders vermeld. 
| 1.                 | Everybody's Talkin' – Nilsson (geschreven door Fred Neil)                                                       | 2:32 |
| 2.                 | Joe Buck Rides Again                                                                                            | 3:47 |
| 3.                 | A Famous Myth – The Groop (geschreven door Jeffrey Comanor)                                                     | 3:24 |
| 4.                 | Fun City | 3:53 |
| 5.                 | He Quit Me – Leslie Miller (geschreven door Warren Zevon)                                                       | 2:45 |
| 6.                 | Jungle Gym at the Zoo – Elephant's Memory (geschreven door R. Sussmann, Rick Frank jr. en Stan Bronstein)       | 2:16 |
| 7.                 | Midnight Cowboy                                                                                                 | 2:49 |
| 8.                 | Old Man Willow – Elephant's Memory (geschreven door R. Sussmann, Michal Shapiro, Myron Yules en Stan Bronstein) | 7:04 |
| 9.                 | Florida Fantasy                                                                                                 | 2:10 |
| 10.                | Tears and Joys – The Groop (geschreven door Jeffrey Comanor)                                                    | 2:31 |
| 11.                | Science Fiction                                                                                                 | 1:58 |
| 12.                | Everybody's Talkin' – Nilsson (geschreven door Fred Neil)                                                       | 1:54 |
| Totale duur: 37:03 | |      |

## Hitnoteringen

### NPO Klassiek Filmmuziek Top 200
| Midnight Cowboy in de NPO Klassiek Filmmuziek Top 200 | Midnight Cowboy in de NPO Klassiek Filmmuziek Top 200 | Midnight Cowboy in de NPO Klassiek Filmmuziek Top 200 | Midnight Cowboy in de NPO Klassiek Filmmuziek Top 200 |
| Jaar                                                  | 2023                                                  | 2024                                                  | 2025                                                  |
| ----------------------------------------------------- | ----------------------------------------------------- | ----------------------------------------------------- | ----------------------------------------------------- |
| Positie                                               | 74                                                    | 77                                                    | 86                                                    |

## Prijzen en nominaties
| Jaar | Prijs        | Categorie                                 | Genomineerde(n)                          | Uitslag  |
| ---- | ------------ | ----------------------------------------- | ---------------------------------------- | -------- |
| 1970 | Grammy Award | Best Instrumental Theme                   | John Barry voor "Midnight Cowboy"        | Gewonnen |
| 1970 | Grammy Award | Best Contemporary Vocal Performance, Male | Harry Nilsson voor "Everybody's Talkin'" | Gewonnen |